# Base aérienne de Lielvārde
La base aérienne de Lielvārde est une base aérienne militaire située en Lettonie à 7 kilomètres au nord de Lielvārde, au sud-est de Riga. Elle a été construite en 1969 pour un régiment d'avions d'attaque. Transféré du commandement russe à celui de la Lettonie en 1994, il constitue désormais le cœur des opérations de l'armée de l'air lettone.
Pendant la guerre froide, il abritait le 899 APIB (899e régiment d’aviation de chasseurs-bombardiers) et/ou le 899 BAP (Régiment d’aviation de bombardiers), utilisant des avions Su-24 dans les années 1970 et passant au MiG-23 UB dans les années 1980. Le 899e régiment a été rapatrié à Boutourlinovka, dans l'oblast de Voronej, en juin-juillet 1993.
Entre 2007 et 2014, la base aérienne bénéficie d'une modernisation majeure, avec notamment la construction d'un nouveau siège administratif (ouvert en 2009), ainsi que d'une piste et de voies de circulation à la pointe de la technologie. En septembre 2016, le ministre letton de la Défense, Raimonds Bergmanis, a déclaré que l'infrastructure de la base aérienne était « en train d'être construite et modernisée à un rythme soutenu » en préparation de la réception d'un bataillon multinational de l'OTAN dirigé par le Canada qui devrait se déployer en Lettonie au printemps 2017.